# Robert Carson (numismatico)
Robert Andrew Glendinning Carson (7 aprile 1918 – 24 marzo 2006) è stato un numismatico britannico.

## Biografia
Robert Carson studiò a Kirkcudbright. Ottenne i massimi voti negli studi classici alla Glasgow Caledonian University dove uno dei suoi docenti era Anne S. Robertson, curatrice dell'Hunterian Museum e specialista in monetazione romana. Servì l'esercito nella Royal Artillery, nell'Europa nord occidentale, raggiungendo il grado di capitano. Si sposò nel 1949 e la coppia ebbe due figli.
Nel 1947 entrò come assistente conservatore nel dipartimento numismatico del British Museum. Continuò il suo interesse con gli studi classici e imparò la numismatica romana sotto la guida di Harold Mattingly. Nel 1965 fu nominato vice capo dipartimento (deputy keeper). Divenne quindi il maggior esperto nella monetazione romana, divenendo capo del dipartimento di Monete e Medaglie (Keeper of Coins and Medals), al British Museum, carica che tenne dal 1978 al 1983. Immise le monete romane del museo nel primo database informatizzato del museo, che ha fornito la base per la catalogazione delle monete romane nell'attuale database del museo.
Criticando l'irrazionalità della vecchia "common law" con la quale solamente i tesori di monete d'oro e argento avevano una protezione legale, e utilizzando le nuove tecnologie di analisi metallurgica delle monete romane, fece passare l'interpretazione che tesori di monete romane del basso impero, con un contenuto in argento dell'uno o due percento dovevano essere considerati come "Treasure trove" e quindi sottoposti alla legislazione britannica.
In questo modo molti tesori importanti che altrimenti sarebbero stati dispersi, furono registrati a acquistati dai musei. La pratica terminò nel 1982 quando, come risultato di una disputa legale, il Master of the Rolls, Lord Denning, decise che solo gli oggetti con almeno il 50 percento di oro o argento potevano essere considerati Treasure trove. Solo 14 anni dopo una nuova legge, il "Treasure Act", pose nella legislazione britannica una definizione oggettiva di tesoro.
Anche in pensione Carson continuò la sua attività sulle monete e sostenne il lavoro dei dipartimenti numismatici ai musei di Sydney e Hobart e dell'Australian Numismatic Society.
Robert Carson è ritratto in un romanzo a chiave a tema numismatico, The Coin Collectors (1997), dal suo amico e collega, il numismatico belga Pierre Bastien: "Il curatore capo era alto, con capelli biondi, e una faccia spigolosa illuminata da occhi penetranti. La sua personalità irraggiava gentilezza, temperata da una leggera riservatezza, abbastanza caratteristica di un ben educato inglese". Si tratta di un'accurata descrizione dell'aspetto di Carson e del suo carattere, ma non della sua nazionalità dato che era scozzese.

## Pubblicazioni scelte
Durante i suoi primi anni al museo pubblicò le sue due prime relazioni, che avevano come tema i tesori di monete romane, nella rivista annuale della Royal Numismatic Society, Numismatic Chronicle. Nei 55 anni successivi scrisse circa 350 articoli.
L'ultimo, sui ritrovamenti di monete romane provenienti dal Giordano, apparse nel 2001. La maggior parte è stata pubblicata su Numismatic Chronicle, che diresse dal 1964 al 1973.
Come direttore dal 1949, sovraintese e spinse al completamento dell'opera, in 10 volumi, Roman Imperial Coinage, il punto di riferimento standard della coniazione dell'Impero romano.
Nella tradizione dei cataloghi della collezione del British Museum, Carson rivide i cinque volumi della serie Roman Imperial Coins e aggiunse, di mamo propria, il sesto che comprende gli anni 222-238, una pregevole analisi di una complessa serie, basandosi sulla sua profonda conoscenza del sistema delle zecche romane.
La sua prodigiosa conoscenza della materia, basata sull'elaborazione e sulla pubblicazione dei dettagli dei tesori numismatici della Britannia romana supportò lavori più  analitici, tra cui il più rimarchevole è Late Roman Bronze Coinage (1960), compilato in collaborazione con John Kent e Philip Hill. Questo volume fornisce una chiave per l'identificazione e la classificazione delle monete romane in bronzo del periodo 324-491, un periodo trascurato dagli studiosi precedenti a causa del volume e della complessità della monetazione. Rimane uno strumento molto usato per sciogliere i problemi che presentano le monetazioni di Costantino e dei suoi successori.
Nel 1962 ha pubblicato Coins, Ancient, Medieval and Modern (uscito di nuovo, rivisto, nel 1972), un lavoro di consultazione generale.
Nel 1985 è uscito A History of the Royal Numismatic Society per il 150º anniversario della società.
Nel 1990, ha pubblicato il suo ultimo lavoro di peso, Coins of the Roman Empire, a volume nella collana della Methuen "Library of Numismatics". Inevitabilmente, dato che Carson non era più completamente addentro alle nuove conoscenze, i contenuti di questo volume sono in alcuni punti un po' datati.

## Riconoscimenti
Fu eletto alla Royal Numismatic Society nel 1947; nel 1972 gli fu assegnata la medaglia dell'associazione e nel 1980 ne divenne membro onorario. Ha collaborato con la società per molti anni, come bibliotecario, segretario e infine come presidente (1974-79). Fu eletto alla British Academy nel 1980 e gli fu assegnata una laurea honoris causa dalla Glasgow University nel 1983.
Fu premiato con medaglie in Francia, Austria, Finlandia, Stati Uniti, Lussemburgo e Australia ed è stato presidente dell'International Numismatic Commission dal 1979 al 1986.